# Aracosia

Aracosia estaba situada al este de Drangiana, al sur de Bactriana, al oeste de Gandhara y al norte de Gedrosia.

Aracosia (en persa: Harauvatiš‎, que significa «la bien irrigada») es el antiguo nombre de una región de Asia Central. Se ubicaba en la zona montañosa meridional del actual Afganistán, separada de Bactriana (situada al norte) por la cordillera del Hindú Kush. Se extendía sobre el valle del río Helmand, que desemboca en el lago Hamún, en la región vecina de Drangiana. Sus pobladores originales fueron denominados pactyans, y probablemente fueran los antecesores de los actuales pastunes.
El país fue sometido por Ciro II, primer rey aqueménida. Aracosia formó desde entonces parte del Imperio aqueménida, siendo una de sus satrapías más orientales, limitando al oeste con Drangiana, al sur con Gedrosia, al este con Gandhara y al norte con Bactriana. Su capital era la ciudad de Kapisa (Kapisakaniš), construida probablemente por Ciro II el Grande, y por la cual pasaba la ruta que comunicaba el valle del Indo con las zonas occidentales del Imperio persa. Kapisa fue renombrada por Alejandro Magno, tras la conquista macedonia, como Alejandría de Aracosia. Esta antigua ciudad es la actual Kandahar, situada en el sur de Afganistán.
Tras la conquista macedonia, fue sucesivamente controlada por seléucidas, partos y persas sasánidas, hasta la expansión árabe y su conquista e inclusión en la civilización islámica.
- Datos: Q624638
- Multimedia: Arachosia / Q624638